# Kameramuseum Beidenfleth
Das Kameramuseum Beidenfleth ist ein seit 2011 bestehendes Technikmuseum in Schleswig-Holstein.
Es befindet sich in der alten Schule in Beidenfleth im Kreis Steinburg.

## Ausstellung
Die Sammlung umfasst über 2.000 Einzelstücke aus 140 Jahren Kamera-Geschichte. Gezeigt werden Box-, Balgen- und Großformatkameras, Blitzwürfel, historische Filmkassetten, Fotoausrüstung, Kuriositäten sowie seltene Einzelstücke, Werbeartikel und diverse Filmkameras mit Federzug.

## Organisatorisches
Das Museum ist sonntags am Nachmittag geöffnet.